# Moby Dick (quadrinhos)
Moby Dick é um romance gráfico de Christophe Chabouté baseado no livro de mesmo nome e que conta a perseguição da baleia branca Moby Dick pelo capitão Ahab. A adaptação é fiel à história original, mantendo, inclusive, o texto original de Herman Melville. O romance gráfico é em preto e branco, sem retículas nem degradê. Os desenhos de Chabouté trabalham principalmente com o contraste entre luz e sombra. A edição francesa foi publicada em 2014 pela editora Vents d'Ouest. Em 2018, a edição norte-americana do livro, publicada pela editora Dark Horse no ano anterior, foi indicada ao Eisner Awards nas categorias "melhor adaptação" e "melhor artista". No mesmo ano, a edição brasileira, publicada pela editora Pipoca & Nanquim, ganhou o Troféu HQ Mix nas categorias "melhor adaptação para os quadrinhos" e "melhor edição especial estrangeira".